# Drukarnia Radziwiłłowska

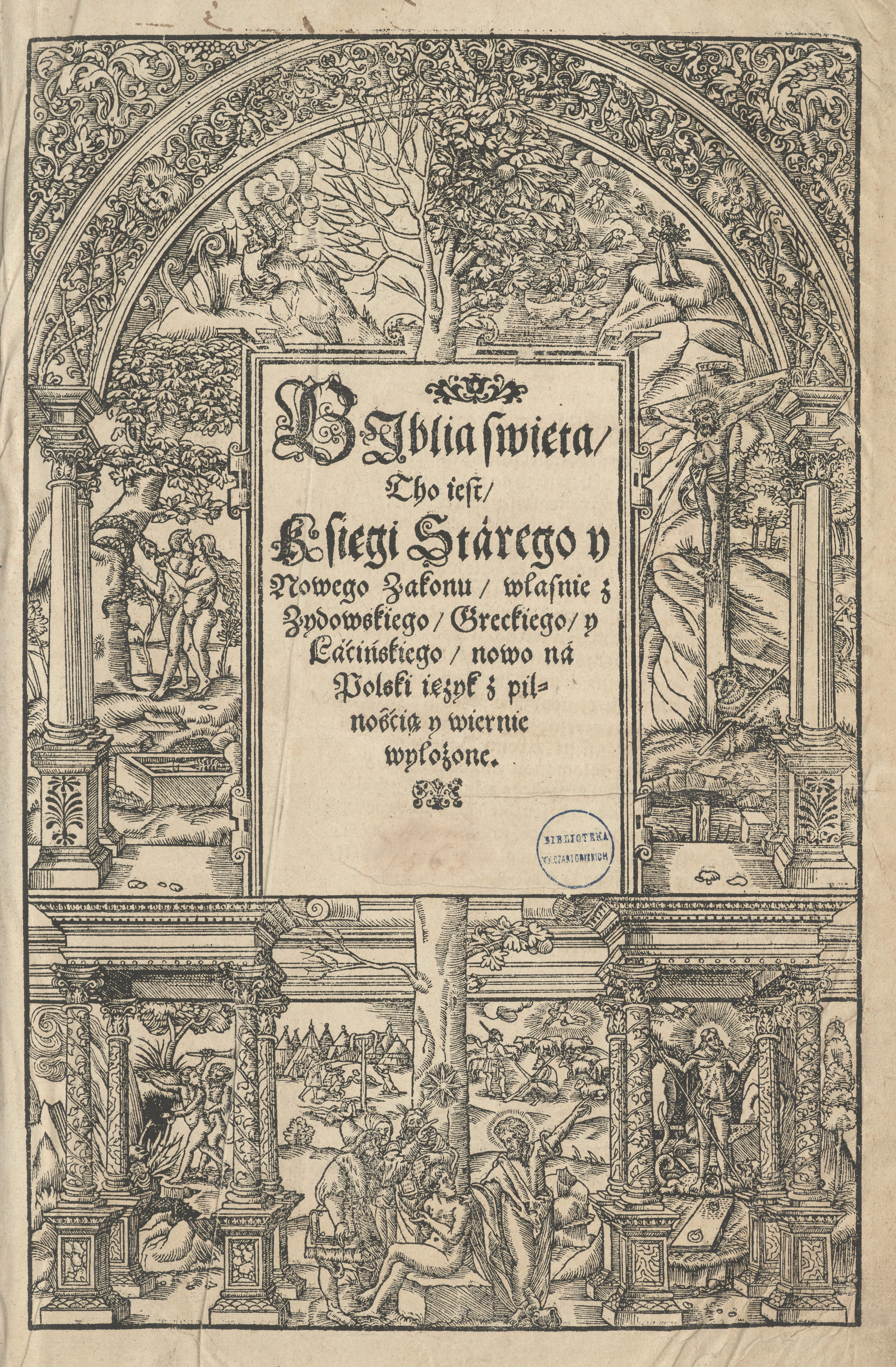
Strona tytułowa Biblii Radziwiłłowskiej z 1563 roku

Drukarnia Radziwiłłowska – drukarnia założona w 1553 roku przez Mikołaja Radziwiłła Czarnego w Brześciu Litewskim.
Pierwszym kierownikiem drukarni był drukarz i pisarz Bernard Wojewódka. Jego własnością było całe wyposażenie drukarni. Wraz z Andrzejem Trzecieskim a z polecenia Radziwiłła, drukował pisma różnowiercze oraz pieśni kościelne i katechizmy. Po śmierci Wojewódki w 1554 roku (utonął w nurtach rzeki Bug), kierownictwo drukarni przejął Stanisław Murmelius (1558 r.). Przez kilka kolejnych lat wydał m.in. kancjonał Jana Zaremby Pieśń chwał Boskich. W drukach używał sygnetu drukarskiego, choć częściej nie ujawniał nazwy oficyny. Prawdopodobnie przed 1563 roku Murmelius zrezygnował z funkcji kierownika i przeniósł się do Łowicza, gdzie publikował pisma katolickie a następnie, w 1570 roku, do Krakowa.
Kierownictwo drukarni przejął Cyprian Bazylik, drukarz, pisarz, tłumacz i stylista. To wtedy drukarnia wydała największe swoje dzieło: Biblie brzeską, zwaną również Radziwiłłowską lub Pińczowską. Biblia była dedykowana królowi Zygmuntowi Augustowi i ozdobiona drzeworytowym herbem Radziwiłłów. Bazylik pracował w drukarni do śmierci Radziwiłła w 1566 roku. Po jego śmierci wydawał dzieła o tematyce świeckiej, historycznej m.in. O naprawie Rzeczypospolite Modrzewskiego. W 1569 roku został właścicielem drukarni i otrzymał od króla Zygmunta Augusta przywilej drukarski, w którym ostrzeżono go przed drukiem dział teologicznych niezgodnych z zasadami wiary katolickiej. W 1574 roku zaprzestał działalności, a Mikołaj Radziwiłł zwany Sierotka w 1576 roku przeniósł drukarnię do Wilna.
W drukarni wydano ok. 17 pozycji. Poza wyżej wymienionymi z oficyny wyszło dzieło Jana Kochanowskiego: Pamiątka Jana ... z Tęczyna. Ostatnie pozycje wyszły z drukarni w 1570 roku. Wszystkie dzieła były wydawane w języku polskim, co przyczyniło się do rozwoju piśmiennictwa polskiego.